# Света Петка (Големо Илино)
Вижте пояснителната страница за други значения на Света Петка.
„Света Петка“ (на македонска литературна норма: „Света Петка“) е възрожденска православна манастирска църква в демирхисарското село Големо Илино, Северна Македония. Църквата е под управлението на Крушевско-Демирхисарската епархия на Македонската православна църква.
Църквата е разположена в източната част на селото. Изградена е върху средновековна църква и около нея има средновековен некропол с гробни конструкции с масивни плочи. Църквата е варосана отвътре и стенописите са запазени само частично – в конхата на апсидата. Те са с голяма художествена стойност. Иконографските им характеристики ги отнасят към XVII век.